# Šadmot Mechola
Šadmot Mechola (hebrejsky שַׁדְמוֹת מְחוֹלָה, doslova „Lány Mecholy“, v oficiálním přepisu do angličtiny Shadmot Mehola) je vesnice typu mošav a izraelská osada na Západním břehu Jordánu v distriktu Judea a Samaří a v Oblastní radě Bik'at ha-Jarden.

## Geografie
Nachází se v nadmořské výšce 155 metrů pod úrovní moře, v severní části Jordánského údolí, cca 55 kilometrů severně od centra Jericha, cca 70 kilometrů severovýchodně od historického jádra Jeruzalému a cca 77 kilometrů severovýchodně od centra Tel Avivu. Na západě od vesnice se z příkopové propadliny Jordánského údolí zvedá prudký hřbet hornatiny Samařska. Severně od obce teče vádí Nachal Milcha, které cca 2 kilometry odtud ústí do řeky Jordán. Vádí zároveň tvoří mezinárodní hranici mezi Izraelem kontrolovaným Západním břehem Jordánu a Jordánským královstvím. Na sever odtud začíná úrodné a zemědělsky využívané Bejtše'anské údolí.
Šadmot Mechola je na dopravní síť Západního břehu Jordánu napojen pomocí dálnice číslo 90 (takzvané Gándhího silnice), klíčové severojižní dopravní osy Jordánského údolí. Vesnice je spolu s obcí Mechola součástí územně souvislého pásu izraelských zemědělských osad, které se táhnou podél Jordánského údolí. Severně od ní ale leží skupina palestinských sídel, zejména vesnice Ajn al-Bejda a Bardala.

## Dějiny
Šadmot Mechola leží na Západním břehu Jordánu, jehož osidlování bylo zahájeno Izraelem po jeho dobytí izraelskou armádou, tedy po roce 1967. Jordánské údolí patřilo mezi oblasti, kde došlo k zakládání izraelských osad nejdříve. Takzvaný Alonův plán totiž předpokládal jeho cílené osidlování a anexi.
Vesnice byla zřízena roku 1979. Už 26. ledna 1969 se ale izraelská vláda zabývala možností zřídit v této oblasti další osadu, nazývanou pracovně Mechola Bet. Tyto plány ale nebyly dlouho realizovány. Až 3. ledna 1979 izraelská vláda rozhodla, že v této oblasti zřídí osadu typu nachal tedy kombinaci vojenského a civilního sídla nazývanou Nachal Šela. K tomu pak skutečně v únoru 1979 došlo. V lednu 1984 se tato osada proměnila na ryze civilní, když do ní přišla skupina osadníků, která předtím už nějakou dobu pobývala v sousední vesnici Mechola. 20. prosince 1978 totiž souhlasila izraelská vláda, že na základě žádosti obyvatel obce Mechola bude stávající mošav rozdělen na dvě organizační části. Během 80. let 20. století pak část obyvatel z Mecholy skutečně založila Šadmot Mechola.
Vesnice se zčásti orientuje na zemědělství (rozsáhlý komplex skleníků východně od vlastní osady). V obci funguje synagoga, ješiva Šadmot Nerija (שדמות נריה), zdravotní středisko, sportovní areál, plavecký bazén a zařízení předškolní péče o děti. Základní škola je k dispozici v obci Sde Elijahu. Platný územní plán předpokládá výhledovou kapacitu výstavby 183 bytových jednotek, z nichž už cca 120 bylo postaveno. V druhé fázi územní plán navíc umožňuje postavit dalších 360 bytových jednotek, které ale zatím prakticky vůbec nebyly realizovány.
Počátkem 21. století nebyla Šadmot Mechola stejně jako celá plocha Oblastní rady Bik'at ha-Jarden zahrnuta do projektu Izraelské bezpečnostní bariéry, a to přesto, že v tomto místě na severním konci Jordánského údolí existuje přímá územní souvislost mezi blokem zdejších izraelských osad a izraelskými sídly uvnitř Zelené linie. Izrael si od konce 60. let 20. století v intencích Alonova plánu hodlal celý pás Jordánského údolí trvale ponechat. Budoucnost vesnice závisí na parametrech případné mírové dohody mezi Izraelem a Palestinci. 24. září 2001 během druhé intifády byl na silnici nedaleko Šadmot Mechola zastřelen palestinskými útočníky jeden muž z vesnice Sde Elijahu. K útoku se přihlásil Palestinský islámský džihád.

## Demografie
Obyvatelstvo Šadmot Mechola je v databázi rady Ješa popisováno jako nábožensky založené. Podle údajů z roku 2014 tvořili naprostou většinu obyvatel Židé (včetně statistické kategorie "ostatní", která zahrnuje nearabské obyvatele židovského původu ale bez formální příslušnosti k židovskému náboženství).
Jde o menší obec vesnického typu s dlouhodobě rostoucí populací. K 31. prosinci 2014 zde žilo 544 lidí. Během roku 2014 registrovaná populace stoupla o 0,7 %.
| Rok            | 1992 | 1993 | 1994 | 1995 | 1996 | 1997 | 1998 | 1999 | 2000 |
| -------------- | ---- | ---- | ---- | ---- | ---- | ---- | ---- | ---- | ---- |
| Počet obyvatel | 230  | 252  | 258  | 279  | 330  | 348  | 370  | 400  | 399  |

| Rok            | 2001 | 2002 | 2003 | 2004 | 2005 | 2006 | 2007 | 2008 | 2009 | 2010 | 2011 | 2012 | 2013 | 2014 |
| -------------- | ---- | ---- | ---- | ---- | ---- | ---- | ---- | ---- | ---- | ---- | ---- | ---- | ---- | ---- |
| Počet obyvatel | 449  | 487  | 507  | 517  | 516  | 536  | 542  | 538  | 493  | 494  | 508  | 512  | 540  | 544  |